# 柳条辺牆
柳条辺牆 (リュウジョウ-ヘンショウ) は清王朝が17世紀後半に、現在の中国東北部に造設を開始した土塁（堤）と空堀（壕）からなる建造物である。主要形式は「挿柳結縄, 以界蒙古」で、封禁地区に壕を造り、それに沿って柳を植え、これを「柳條邊」と呼んで、主に盛京地区および長白山一帯を囲繞させた。
清皇室は自らの起源たる東北部を「祖宗肇迹興王之所」、「龍興之地」と見ていた。乾隆帝は東北視察中に著した詩作『老邊』において「征戰縱圖進，根本亦須防」と詠み、柳条辺牆の存在は発祥地たる盛京の防衛の為であると説いた。それゆえ清朝は「柳條邊」を「邊牆」とも呼称した。辺牆の造設、並びに「至于外藩蒙古，勿使沿邊屯住」などといった法令の施行を通じて、八旗を除く各民族の民衆は辺牆を出入りする際に各地で発行される通行手形（路票）を所持することが規定された。それには姓名、年格好、肌色（脸色）が明記され、照合のとれた者のみ通行でき、また指定された関所（邊門）を通行させることで、漢民族の辺牆内定住を制限した。東南部の朝鮮と西部の外藩蒙古に対する防衛の目的以外に、東北部における満洲族人口比の維持の為、漢風俗からの影響を防ぐことで満洲族の伝統を保護した。同時に、同地は多くは清皇室の狩場および八旗の封土であり、封禁政策は清皇室の同地「參山珠河之利」に対する独占を保護するためでもあった。
清朝は関連する封禁政策を制定したが、種々の弊害を考慮し、関内の民衆が辺牆内に進入して墾荒することを度々黙認し、民衆もまた絶えず清朝の禁令と衝突した（闖関東）。それゆえ終いには清代に大勢の民衆が東北部に流れ込み、之に加えて旗人が流民から佃戸を招募して利権を漁り、また庶民が旗人の名を藉りて私墾したことで、「旗地流失」や「旗民雜居」といった現象が生じ、辺境経済の発展および現地の民族関係に大きな影響を及ぼした。

## 形成

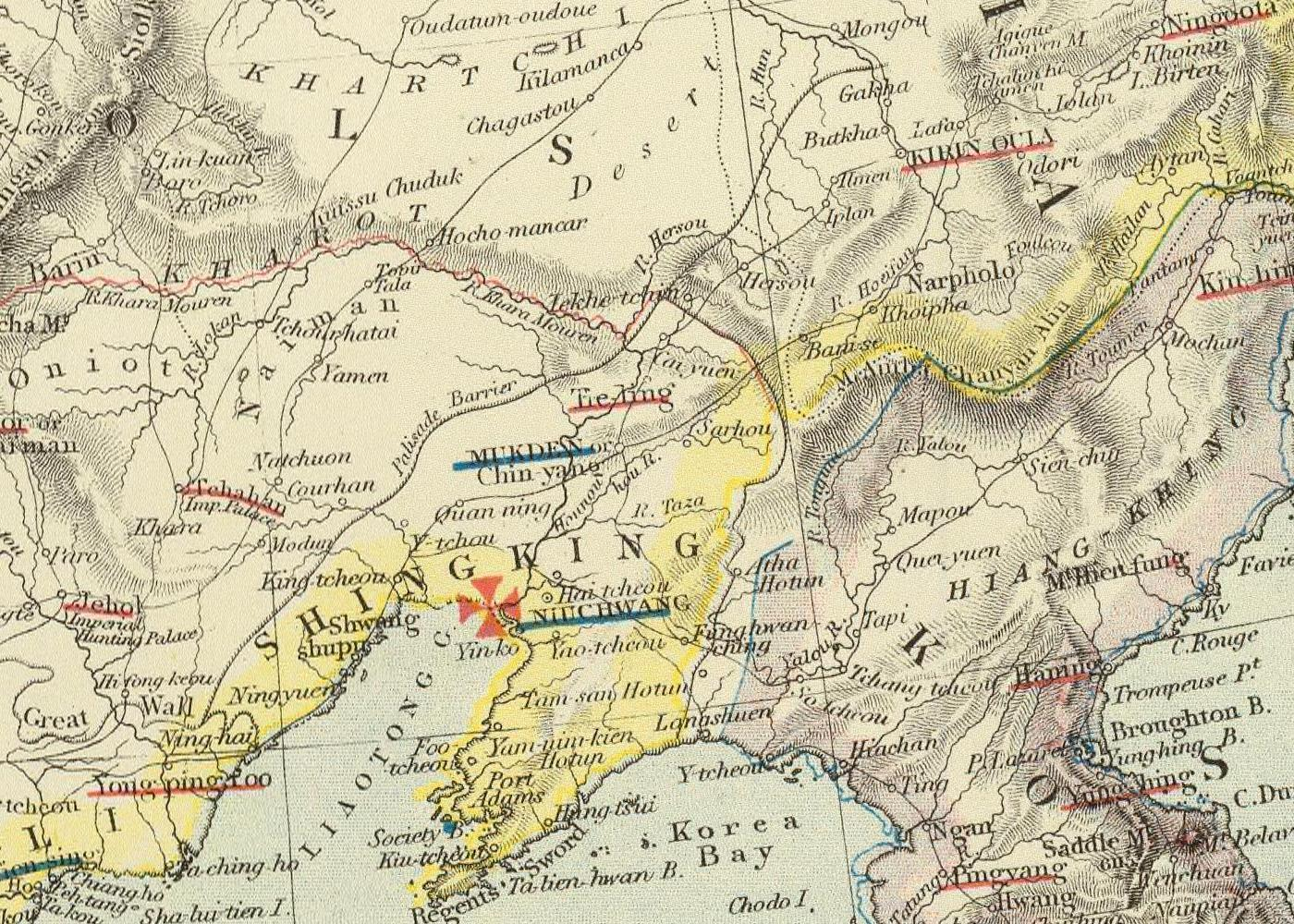
1883年の中国東北部の地図。三つの辺牆が確認できる。

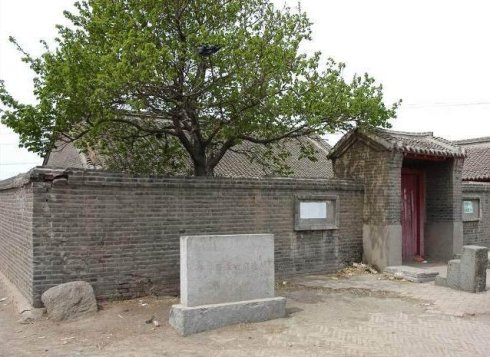
辺牆関所趾。

### 構造
清の楊賓が編纂した『柳邊紀略』の記載によれば、辺牆の構造は伝統的な城壁や防塁のそれとは異なり、土塁と柳樹により構成された障碍物であった。主な構造は以下の通り。
- 泥土を幅および高さ各三尺（約1ｍ）に盛立てる
- 土塁の上に五尺間隔で柳樹を三株植える
- 隣り合う柳樹の間を、縄で結び繋ぐ（「插柳結縄」）
- 土塁外側に深さ八尺、底幅五尺、口幅八尺の空堀を掘る

### 方向
学者・楊樹森の『清代柳條邊』に拠ると、清代の辺牆はしばしば位置が遷移し一定しなかったが、全般的な形態でいえば、東は大東溝西南の瀕海より北へ鳳凰城辺門を経由し東北に折れ、現新賓県南東の汪清門を経て西北に折れ、そして現開原県東北の威遠堡に至る部分と、威遠堡より南西に折れて長城に接続する部分、さらに威遠堡東北部より現在の吉林市北部の法特哈へ伸びる部分とがある。山海関、威遠堡、鳳凰城、法特哈の四つの要衝を点として「人」の字に繋げた外囲いであり、主に盛京地区と長白山一帯を取り囲んでいる。

### 変遷
清初期の『遼東招民授官例』など招募政策の発令により、関内の民衆が辺牆内に流入し、人口が増え続けたことから、清朝は「邊内地瘠，粮不足支」を理由に、「展邊開墾」を開始した。主な開墾先は内蒙古東部地区であった。
順治中期、遼西地区の八旗の封土および民地は次第に辺牆の外へと大規模に増展していた為、清朝は生産活動への影響を抑えるべく情況を斟酌しながら関所（邊門）を開放すると発表した。
その後順治18（1661）年、清朝は辺牆拡張の計画を開始し、康熙10（1671）年に至り施行された。同年より康熙36（1697）年に亘る26年間で、辺牆は幾たびかの拡張を経て、西と北へ土地を増展し、封土の集中する開原県などの地区を辺牆内に組み入れて、明代「遼東邊牆」よりも北西方向へ数十里拡大した。

## 歴史
八旗幹部は遼河東部流域（現遼寧省）と長白山地区（現吉林省）を「龍興之地」として非常に重視した。このため清朝初期より東北部の封禁政策に着手し、とりわけ漢民族の立ち入りを厳しく制限して、同地の天然資源の保存、辺牆内の旗人封土の保護、および清皇族の天然資源に対する独占の維持を図った。
辺牆の囲いと内地「卡倫（Karun）」を組み合わせた東北部封禁政策は、主に次の六段階に分けられる。
1. 奨励期：康熙6（1667）年まで、開拓奨励。
2. 制限期：乾隆5（1740）年まで73年間、部分的制限。
3. 厳禁期：乾隆57（1792）年まで52年間、全面禁止。
4. 弛緩期：咸豊10（1860）年まで68年間、政策弛緩期。
5. 解禁期：光緒21（1895）年まで35年間、局地的解禁。
6. 解放期：光緒21年以後、全面解禁。

### 開拓奨励期（初期）
清代初期、戦争による破壊および八旗の従駕入関（北京入城）の影響から、東北部は「荒城廃堡，敗瓦頽垣，沃野千里，有土無人」という光景であった。そのため清朝は各地の流民を招募して関外の開墾に参加させ、定住を允許して土地を下賜した。
順治10（1653）年、清朝政府は『遼東招民授官例』を発布し、墾荒参加者には、食糧、種子、耕牛など生産物資を与え、また貢献度の高い者には官職を授けると規定したことで、関内から大勢の農民が遼東へと流れ込んだ。同年から康熙7（1668）年にかけ、奉天、錦州両府における人夫（人口に含まず）の増加数は16,643人に達し、康熙8（1669）年から同15（1676）年にかけて更に10,270人増加した。順治18（1661）年から康熙24（1685）年にかけ、奉天府の耕地は60,933畝(mǔ)から311,750畝に増加し、純増250,871畝で五倍に殖えている。

### 封禁開始期
康熙7（1668）年より、『遼東招民授官例』は廃止され、これより東北部開墾の奨励も停止されて、辺牆が漸く形成され始めた。しかし乾隆期から封禁政策が厳行されたとはいえ、移民などの影響を受けた東北部の人夫数膨張傾向は依然として続いた。奉天地区を例にとれば、順治18（1661）年の5,557人から、康熙24（1685）年には26,227人、雍正2（1724）年で42,210人、さらに乾隆18（1753）年で221,732人、同31（1766）年には713,485人に達している。しかし相対的に、東北部の人口増加幅は中原地区に比して依然小さく、また開発と移民は主に辺牆内の盛京地区に集中していて、辺牆を踰えた吉林と黒龍江地区は依然として荒蕪とし、開発はゆるやかであった。

#### 地権
清初期の東北部の地権関係は特殊で複雑であった。所有と管轄の区分から、概ね以下の四種に分けられる。
1. 皇室地産・官地：皇室の所有地で、内務府、盛京戸部、礼部、工部により分轄される。
2. 旗地[31]：八旗旗人の所有地で、旗署が管轄する。但し旗人は使用権のみを有し土地の売却はできない。
3. 民地[32]：庶民の所有地で、民官（民署）が管轄する。
4. 蒙地：蒙古八旗あるいは蒙古部の所有地で、各盟が管轄する。

この四種の土地は民法の物権の角度からは、私有地、公有地、国有地の三つに分類できる。清中期前半、東北部の地権に私有は僅かしかなく、多くは官有か国有であった。しかも私有地は旗地が主であった。『盛京通志』の記載に拠ると、辺牆内の盛京地区において、順治18（1661）年の旗地は2,652,582畝(mǔ)で民地は60,693畝だが、康熙32（1693）年には旗地7,271,569畝に対し民地は311,750畝、さらに雍正期には旗地14,206,940畝に対し民地は1,823,047畝と、百年近くで旗地は七倍前後にしか増加していないのに対し、民地は30倍以上に拡大している。

#### 旗民交産
旗地とは八旗が清朝から分配された領地のことである。順治7年、清朝は八旗の特権を保護する観点から、「旗民不交產」という条例を発令し、旗人には土地使用権のみを認める一方、勝手な土地転売を禁じ、違反者には官職返上を定めた。この政策は東北部に限ったものではなく、関内においても同様に適用されたが、東北部の地権関係の特殊性から、同地への意義は全国に比べ顕著に大きかった。招佃令が撤廃されてより、法律的には、庶民が新らしく合法に土地所有権を得るのは一層困難となり、そのため辺牆内に定住することは更に困難であった。それゆえ順治、康熙、雍正の三代において、関内からの東北部への移住は終始なくならなかったとはいえ、進行は相対的に緩慢化した。しかし辺牆内の旗地の売買譲渡は事実上進行し、禁止令を掻い潜るため、通常の方策として、旗人がまづ辺牆内に来着した庶民（流民あるいは佃戸）に土地を貸与して耕作させ、一定期間後には土地を質種にして金銭を得、最終的には完全に庶民の私産化させる。すなわち長期貸借あるいは借金の抵当という建前で実質的に土地交易をするのである。
「旗民交產」には主に以下の三種類がある。
- 典：土地を借金の質種（占有質）として人（債権者）あるいは質屋に供出することで、金銭を得、同時に直接売買による問題を回避する。弁済期限が比較的長く、結局弁済できないことが多いため、土地は実質的に転売される。[38]
- 押：土地を借金の担保（無占有質）にし、月極で利息を払い、期日超過時に元本が弁済されないと土地所有権は譲渡される（差押え）。清代の民間高利貸の条件は厳酷なものが多く、債権者はそれに乗じて土地を獲得した。（典 が地産の実際的な使用を前提としている（返済時に「返還」される）のに対し、押 の場合は占有はされず、債務不履行時にはじめて差押えとなる。）
- 売：直接的に土地所有権取引を行うこと。但しこれは清朝の厳しい制限および管理を受ける。

一説には、康熙の頃より、旗人が土地を庶民に入質する事案はすでに見られたという。
雍正中期頃からは、旗地が大量に質入された。しかも乾隆期には、ある期間に過半の旗地が民衆へ入質される現象が起っている。そのため清朝は乾隆年間に前後四度に亘って大量の内帑金を使って辺牆内の旗地を買い戻し、また八旗衙門が直接管理する「隨缺地」、「伍田地」などの公有旗地を設けて国有化したが、辺牆内旗地の入質行為および私有化の進行阻止は捗々しくなかった。
乾隆3（1738）年、旗人の生計問題を解決するため、清朝は「公產旗地准民人置買」という条例を発令した。
清中葉以後、旗地の入質行為は常態化した。そのため清朝は1852年より徐々に旗地交易の制限緩和を始め、「民典旗地」に対し「生科納賦」という方式で統一管理を行うよう改めることで、財政増収を図り、実質的に旗地交易を承認した。（つまり、質として庶民が占有している状況を一旦みとめた上で、その質である土地に税金をかけ、土地所有者に対すると同様に債権者たる庶民から徴税した。）

#### 出入政策
初期の辺牆は「老邊」とも称され、清太宗ホンタイジの崇徳3（1638）年に起工、順治18（1661）年に竣工した。範囲は威遠堡（現遼寧省開原市）を中心として、そこから南に遼寧省鳳城、南西に長城の山海関へと至り、長さは1,950kmに達する。第二期の辺牆は「新邊」とも呼称され、康熙9（1670）年から寧古塔将軍の主導で造設が始められて、康熙20（1681）年に完成した。威遠堡から北東方向へ伸び、松花江江畔の吉林市までひたすら延伸され、全長690km。辺牆には「邊門」が設けられ、「老邊」に16基、「新邊」に4基みられる。各門には歩哨台が置かれ、兵を派遣して駐屯させた。
一般的に、それら空堀と関防は盛京（現瀋陽市）防衛を目的とする。辺牆内外には均しく進入禁止区域が設けられ、民衆の出入りが制限された。出関者は「旗人須本旗固山額眞送牌子至兵部起滿文票，漢人則呈請兵部或隨便印官衙門起漢文票」と定められ、入関者は出関時同様に御種人蔘や毛皮などの持込禁止物を携行していないか検査官による捜検を受けてからでないと通行できない。入関時は「漢人赴附關衙門起票從南衙驗進」としているが、旗人は「便於他時銷檔而出不必更起部票」とされた。辺牆内での東珠や御種人蔘、蜂蜜の採取、獺の捕獲は管理官に管理され、「按旗分地令其采捕」とされた。窃取や濫獲には鞭刑、杖刑、徒刑、流刑、さらに「絞監候」などの処罰が下された。
清朝は辺牆への移住を多くの場合制限したが、関内の流民により持ち込まれる進んだ農業技術と生産のための労働力、および関内商人による商品流通の促進に大きく依存した。その為長期に亘って「封而不禁」状態が続くことになった。殊に荒年ごとに、流民が自ら「出關就食」するのを黙認し、剰っさえ守衛官に「立行放出，不許留難」と釘さえさした。

### 封禁奨励期
乾隆元年4月、囚人を東北部へ放逐していた従来法を停めるよう勅令が出された。乾隆3年から同6年にかけては、東北で比較的重要度の高い威遠堡などの地区の文官六名を立て続けに武官に改めて、関坊の監視能力を強化させ、また山海関を出入りする旗人や庶民への厳重な取調べを関守官兵に下令し、更に吉林、伯都訥などの八旗官兵が民間農夫を招募し耕作させることを禁止するとともに、併せて生活難の旗人に東北部で生計を謀ることを奨励した。

### 漸次開放期
1792年、旱魃の発生により、清朝政府は禁止令の緩和を発表して、被災民が長城外の東蒙古および辺牆外の東北部各地で生計を謀ることを允許並びに奨励し、それに依って難民を分散させた。この措置は忽ち空前規模の難民大移動を惹起し、東三省、特に辺牆沿線地区ではこれを界に大量の関内移民を受け容れることとなった。1792年の旱魃から十余年で、清朝は東北部の辺牆沿線地区に新たに四箇所（長春、昌図、伯都訥、新民）の行政機関を設置して移民を管理した。大凌河東岸や養息牧廠（現彰武県）、拉林、双城など官有の開墾地集落もこの附近に分布する。1780年の東北部の人口は約95万であったが、1820年に至ると247万人に膨れ上がり、1780年と較べて1.6倍増加、年平均の増加率は24.2%だった。増加した人口の大部分は移民で（約100万）、そのうち吉林省は30万人の移民を受け容れており、移民増加傾向は極めて迅急であった。
1801年、関内の水害は大量の難民をして故郷を背離させた。一部は首都に入って暫居し、その総数は数万に達した。ほか一部は関外へと流れ、大量の難民が辺牆に沿って移動し定住を始めた。
1804年から1819年にかけて、清朝は夥多の移民によって「龍興之地」が脅かされることを危惧し、封禁政策の再施行を決定した。1810年代になり、辺牆外地区の私墾集落に対する大規模な清算が一段落ついて、封禁の効果が現れた頃、華北平原の難民問題が座礁に乗り上げた。民衆は日増しに暴動的になり、盗賊が跋扈し、地区内では清朝で初となる大規模な反体制暴動が1813年の旱魃を背景として勃発した。

### 完全撤廃
1860年、ロシア帝国が辺牆外領土の多数箇所へ侵攻したことに加え、関内の人口が爆発的に増加し、関外の土地の開発が強く待たれるようになったこと等から、1873年には辺牆即時撤去の勅令が出され、関坊施策もまた全面的に解除された。学者の中には、辺牆政策の実施はロシア帝国による外満州及び樺太への植民を容易にさせ、併せて将来中国が100万㎢近くに及ぶ領土および日本海への進出口を永久的喪失する原因となったという見方もある。
1890年、清朝は辺境防衛と海上防衛をともに重視する意向を再表明し、李鴻章及び東三省の練軍欽差大臣と将軍に練兵速成を指示した。松花江航行や漠河金鉱山採掘などの主権を擁護する措置を採り、ロシア帝国に占領された領土を一部奪還して、東北辺境部の安全を保障した。大体において義和団事件直前に至るまで、ロシア帝国は東北部領土へ侵攻していない。

## 作用と影響
満州王族は、発祥地盛京を防衛して自らの政治および経済上の特権を維持し、人の流れを制限して民衆の移住を阻む目的から、辺牆を築いた。辺牆内の土地は清朝にとって八旗の生計問題を解決するための重要な保障でもあり、「以資養贍」の方法を通じて、「移駐京旗閑散」せしめ、生活の行き詰まった旗人を辺牆内の旗地に住まわせ自活させた。辺牆の「辺」は「禁止区域」の境界を示す以外に、更に重要なこととして盛京と寧古塔や内扎薩克蒙古といった幾つかの行政区の区分線をも示している。たとえば清代の地方誌には「清起東北，蒙古内附，修邊示限，使畜牧游獵之民，知所止境，設門置守，以資鎭懾」、「吉林、開原以西邊外，爲蒙古科爾沁等諸部駐牧地」、及び康熙期の高士奇『息従東巡日録』には「癸亥，道經柳條邊，插柳結縄，以界蒙古」とあり、辺牆には行政区の境界としての外に、経済地区の区劃の役割もあった。辺牆は東北部の農耕地区、狩猟採集地区、放牧地区これら三つの経済区域を区劃した。北方の農牧交錯地帯の境界標識であり、人工の生態系分離帯であった。歴史的には戦争で損害を受けた遼東地区の経済恢復、辺牆外地区の天然資源保護に重要な作用を担った。しかしその分離作用は辺牆外村落の発展の自由を奪い、民衆の自由な移動を制限し、更にはロシア人につけ込む隙を与えた。清末の東北部解禁後に至って、東北部に流入した移民人口は始めてピークに達した。

### 朝鮮監視
辺牆東南部の鳳凰城辺門は、「是為通朝鮮之孔道」であり、中朝交易および朝鮮側の朝貢において必ず通過せねばならぬ路であった。しかし長白山の東山麓と朝鮮半島は隣接していて、これがために朝鮮と清朝は往来が盛んであった一方で、確執もまた多かった。朝鮮半島は山がちで、農耕適合地は少なく、朝鮮東北部と長白山東部との間には、肥沃な平原があり、朝鮮人は生産用地をさがしたり、人参を採取するために、東北部（満州）へ「密入国」していた。わけても清初期、八旗の従駕入京は、朝鮮人にとりさらなる好機となった。そのため1638年、清朝は鴨緑江下流域に堤防工事を行い、併せて後に辺牆を外へ五十里拡張した。鳳凰城以東の長柵は、すなわち大摩天嶺谷地に侵入する朝鮮人に向けて設置されたものである。しかし予算が莫大であるため、清朝は新しく一からの建造ができず、したがい辺牆東端と鴨緑江上の国境の間に「中間地帯」が生まれ、後の辺境防衛に対し朝鮮人による不法侵入や不法占拠、不法開墾などの禍根を遺すこととなった。

## 関聯事件
1969年、ソビエト聯邦は清代の辺牆こそ当時の中国東北国境線であったと主張し、併せてそれを根拠に黑龍江とウスリー川流域は中国領土ではないと主張した。同年10月、中共外交部は声明において、「『柳条辺牆』とは何か。柳条辺牆とは清朝が遼河流域に設けた柳樹の垣であり、それによって禁止区域の境界線を示し、一般民衆が垣根をこえて狩猟、放牧、御種人參の採集をすることを禁じた。柳条辺牆が示す区域は、黒龍江鎮守のアイグン将軍、吉林鎮守の寧古塔将軍、遼寧鎮守の盛京将軍によりそれぞれ管轄される、アムール江とウスリー川流域を含む東北部の広大な土地の内の極一部にすぎない。下劣なソ連邦政府はかくのごとき『柳条辺牆』をば中国の国境線というが、クレムリン城壁をロシアの国境線と呼ぶに等しいほどの荒唐無稽である」と反論した

## 民族分布と人口変遷
清代前中期の東北部の人口増加は辺牆が囲繞する盛京地区が主であり、辺牆外の更に北部である吉林、黒龍江などの地区は増加傾向も緩やかで、開発も遅れていた。

### 辺牆内
辺牆内の盛京地区は、『盛京通志』の記載に拠ると、奉天府だけで、順治18（1661）年に丁数5,557人、康熙24（1685）年には26,227人、雍正2（1724）年には42,210人、更に乾隆18（1753）年には221,732人、そして乾隆31（1766）年には713,485人に達している。人口は庶民層の流入で急速に増加した。

### 辺牆外
清初期の東北部の民族分布は大体において辺牆を境界とし、辺牆内は満漢雑居の農業地区、旧辺牆（老邊）以北と新辺牆（新邊）以西は蒙古族の放牧地区、旧辺牆（老邊）以東と新辺牆（新邊）以東は満洲族など少数民族の漁猟地区とされた。吉林省を例にみると、清初期の民族は主に満州族、蒙古族、シベ族などであり、漢民族も少数ながら一定数あった。過去300年で、大量の漢民族、回族、朝鮮族などが同省域内に転入し、省内人口の総数は清初期の数万人足らずから、1711年には約9.9万人、1850年で32.7万人、1912年で約558万人、2001年に至って2690.8万人に達した。